# Ternstroemia foetida
Ternstroemia foetida är en tvåhjärtbladig växtart som beskrevs av Clarence Emmeren Kobuski. Ternstroemia foetida ingår i släktet Ternstroemia och familjen Pentaphylacaceae. Inga underarter finns listade i Catalogue of Life.